# Tijdperken van de Mens
De vijf tijdperken van de mens zijn de vijf opeenvolgende tijdperken waarin volgens Hesiodos' boek Werken en Dagen de geschiedenis van de mensheid kan worden ingedeeld. Net als met het verhaal over Pandora, illustreert Hesiodos met de mythe over de tijdperken hoe zwaar het leven van de mensen is. Ook Ovidius beschreef in zijn Metamorfosen de Gouden, Zilveren, Bronzen en IJzeren eeuw.

## Gouden geslacht

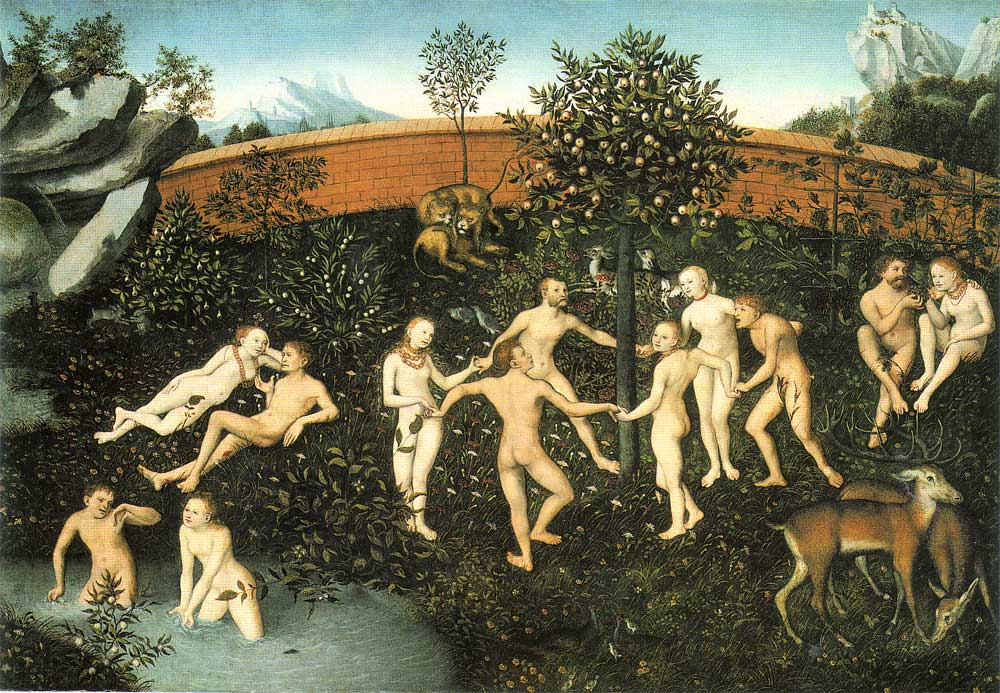
Lucas Cranach de Oude, De Gouden Eeuw

Het eerste mensengeslacht dat de Olympische goden schiepen was een gouden geslacht, dat leefde in de tijd van Kronos. Het was een gelukkig geslacht, dat niet hoefde te werken. De mensen namen er hun gemak van en ze waren geliefd bij de gezegende goden van de Olympus. Ze worden zuivere geesten genoemd, die overal op aarde rondgaan en 'gesluierd in mistige gewaden' de rechtspraak bewaken en rijkdom uitdelen.

## Zilveren geslacht

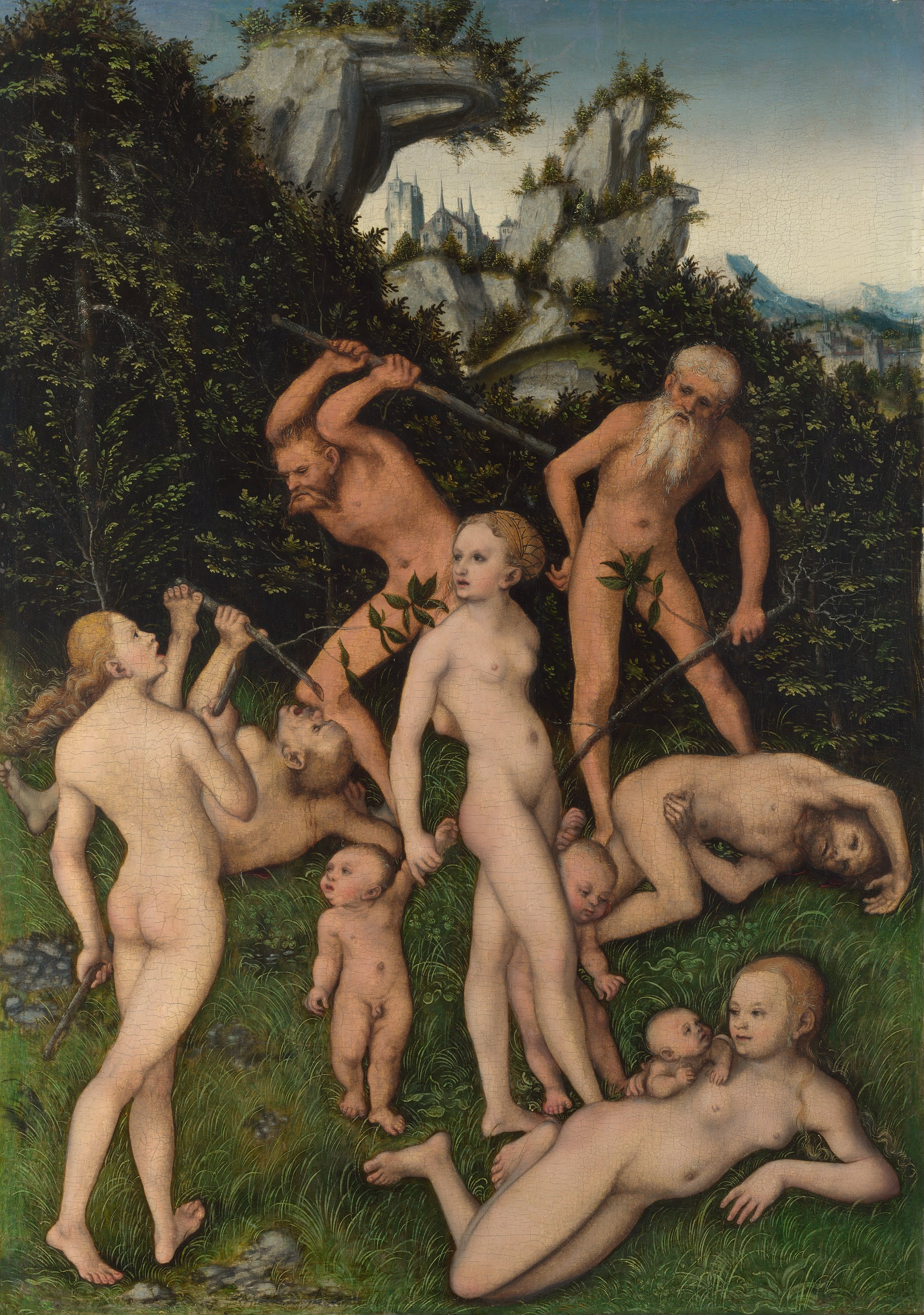
Lucas Cranach de Oude, Het Einde van de Zilveren Eeuw, de vruchten van afgunst (Lucas Cranach)

Het tweede mensengeslacht was van zilver en minder edel. Het was niet met het gouden geslacht te vergelijken. Ze dienden de onsterfelijke goden niet, ze offerden niet op de heilige altaren, ze zondigden en deden elkaar kwaad. Hun eigen domheid bezorgde hun veel verdriet. Ze worden de gezegende geesten van de onderwereld genoemd.

## Bronzen geslacht
Toen de aarde ook het zilveren geslacht had bedekt maakte Zeus een derde generatie van sterfelijke mensen, het bronzen geslacht, aan de es ontsprongen. Het was niet als het zilveren geslacht, maar verschrikkelijk en sterk. Ze hielden van het beklagenswaardige werk van Ares, de god van de oorlog, en van gewelddadigheden. Ze droegen bronzen wapenrustingen en woonden in bronzen huizen. Ze gingen aan hun eigen daden ten onder en verdwenen naamloos in de Hades.

## Geslacht van Helden
Het vierde geslacht was edeler en rechtvaardiger dan het vorige. Ze waren helden, een geslacht van halfgoden dat aan dat van ons voorafging. Sommige helden gingen in de oorlog ten onder in het land van Kadmos, bij Thebe met zijn zeven poorten. Andere vielen voor Troje omwille van Helena. Er waren er ook, die een aparte plaats van Zeus kregen en aan het einde van de wereld leefden. Daar verbleven ze als gelukkige helden op de gezegende eilanden aan de kust van de oceaan, waar ze, ver van de Olympische goden, maar onder de regering van Kronos, jaarlijks drie maal konden oogsten. Want Zeus had Kronos van zijn ketenen bevrijd.
In Boek I van zijn Metamorfosen schreef Ovidius ook over de vier Eeuwen. Jupiter wilde de mensheid met een zondvloed straffen. 'Maar nu dient heel het mensdom, overal waar Nereus rond het aardvlak beukt, verdelgd te worden. (..) Alom ter wereld woedt een Furie rond! Het lijkt of men bij misdaad zweert. En daarom is mijn voorstel dat heel het mensdom snel de straf voelt, die het heeft verdiend. (..) Jupiter (..) belooft een nieuw, heel ander mensensoort, miraculeus geboren [zie Deucalion en Pyrrha] (..) hij krijgt hulp van de watertroepen van zijn broer, de golvenblauwe god. Die roept de waterstromen op. (..) Neptunus zelf beukt met zijn drietand op het aardvlak, dat schokkend en trillend ruimer baan maakt voor de watermassa's. (..) Het merendeel wordt prooi van water; wie het water spaart gaat door langdurig hongeren en voedselnood te gronde.'

## IJzeren geslacht

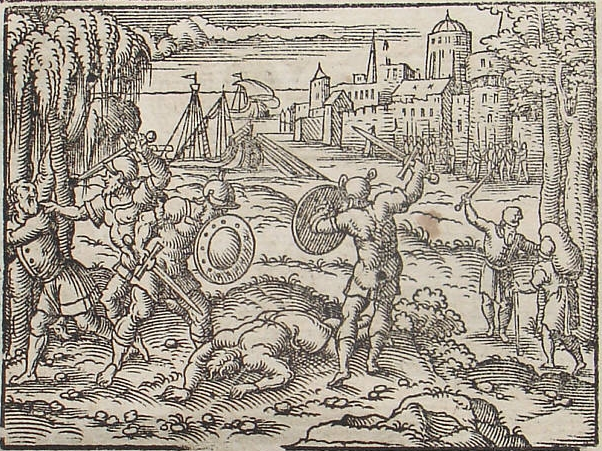
Virgil Solis, Het IJzeren geslacht

Toen maakte Zeus het vijfde geslacht, dat van ijzer. De ijzeren mensen ontkomen overdag nooit aan werk en verdriet en komen 's nachts om. De goden maken hun leven zwaar. Maar desondanks zijn de ijzeren mensen zowel goed als slecht. Zodra deze mensen bij hun geboorte grijze haren aan hun slapen dragen, zal Zeus ook dit geslacht vernietigen. Vaders zullen het niet eens zijn met hun kinderen en broers staan tegen elkaar op. Mensen zullen hun ouders niet eren en de goden niet vrezen. Macht zal de plaats van recht innemen en de ene man zal de stad van de ander in de as leggen. Goede mensen zullen niet begunstigd worden. Juist wie kwaad doet zal men prijzen. De boze mens zal onder ede kwaadspreken van de rechtvaardige mens. Er zal, volgens Hesiodos, geen hulp komen en daarom beklaagt hij zich in deze tijd te zijn geboren. Liever was hij er vóór of er na geboren.

## Oudere traditie
Het verhaal dat Hesiodos over de tijdperken van de mens vertelt gaat waarschijnlijk terug op een oudere traditie. Dit wordt ten eerste hieruit afgeleid, dat namelijk het vierde, niet-metalige geslacht een invoeging van Hesiodos zou zijn in de neerwaartse spiraal van de verschillende generaties. Dit zou hij hebben gedaan om het verhaal te kunnen rijmen met de verhalen over de Zeven tegen Thebe en de Trojaanse Oorlog. Ten tweede is het verhaal over de tijdperken niet consistent met Hesiodos' eigen Theogonia, waarin het tijdperk van Kronos helemaal niet paradijselijk is.